# Paweł Kopyt
Paweł Kopyt – polski elektronik, doktor habilitowany nauk technicznych, specjalizujący się w technice mikrofalowej i modelowaniu elektromagnetycznym. Adiunkt na Wydziale Elektroniki i Technik Informacyjnych Politechniki Warszawskiej.
Magistrem inżynierem został w 2001 roku. Stopień doktorski z elektroniki na wydziale Elektroniki Politechniki Warszawskiej uzyskał w 2006 na podstawie pracy zatytułowanej Metody sprzężonych symulacji elektromagnetyczno-termodynamicznych, przygotowanej pod kierunkiem Wojciecha Gwarka, a w 2017 habilitował się na tym samym wydziale, pisząc rozprawę pt. Numeryczne modelowanie elektromagnetyczne komponentów dla mikrofalowych i sub-terahercowych torów odbiorczych. Publikował prace w czasopismach, takich jak „IEEE Transactions on Electromagnetic Compatibility”, „IEEE Transactions on Microwave Theory and Techniques”, „Microwave and Optical Technology Letters” czy „Przegląd Elektrotechniczny”.